# 역전의 명수
"역전의 명수"는 대한민국의 코미디 영화이자 박흥식 장편 데뷔영화이다.

## 줄거리
'군대두번', '별(?)두개' 뒤처리 인생, 억울해서...뒤집는다! | 뒤처린 내가 한다! 출세는 니가 해라! | 쌍둥이 형제의 되는 놈 밀어주기(?)
2분17초 먼저 태어난 '명수'와 '현수'는 일란성 쌍둥이다. 이미 중학교 때 학교를 깨끗이 정리한 1등 건달 '명수'는 전교 1등을 놓치지 않는 '현수' 에게 늘 억울하게 당한다. 잘난 놈 '현수'와 비교되며 갖은 구박 속에 지내는 '명수'지만 불만 없이 군산 뒷골목을 책임진다. 잘난 쌍둥이 동생의 부탁으로 체면 구기면서 여자 뒤처리 해줬더니 이번엔 엄마가 '현수'대신 군대 가란다. 안가도 되는 군대지만 엄마 때문에 해병대에 입대한다. 제대하니 건달시절 저질렀던 실수가 '명수'의 발목을 잡는다. 감옥 들어갔다 나오자마자 또 다시 가문을 일으켜 세울 동생 죄를 뒤집어 쓰고 다시 별을 하나 더 달아야 할 판이다. '현수'의 대타인생을 살며 꼬이고 꼬이는 인생...자꾸 세상 밖으로 밀려나는 기분이다.
미모의 여인 '순희'가 접근해 온다. '한번 준다'는 조건에 무작정 그녀를 따라 나서긴 했지만 차 안에 권총을 지니고 있질 않나 감옥에서 나온지 두 시간 밖에 안된 '명수'에게 은행을 털자고 하질 않나.... 게다가 단순 은행강도도 아니다. 이게 웬일? 장항파출소 총기도난사건, 그리고 정재계 골프게이트까지 연루됐다. 앞으로 세상 밖으로 던져질 일밖에 남지 않은 '명수'. 여태껏 세상에서 소외되어왔던 '명수'는 이대로 물러 날 수 없다며 썩어빠진 세상과 맞짱 뜨려 하는데... 승률은 0% 과연 세상을 향해 명수식 통쾌한 역전승을 거둬낼 수 있을까?

## 캐스팅
- 정준호 : 박명수/박현수 역
- 윤소이 : 오순희 역
- 김혜나 : 이순희 역
- 박정수 : 엄마 역
- 박노식 : 똘빵 역
- 명계남 : 송우진 역
- 최상훈 : 김태우 역
- 김응수 : 정민국 역
- 박상욱 : 희만 역
- 박효준 : 넙치 역
- 오유나 : 미라 역
- 이도경 : 영희 역
- 정인기 : 사진기자 역
- 이매리 : 혜순 역
- 박용기 : 김 순경 역
- 오창경 : 이 순경 역
- 박선웅 : 사창가 남자 역
- 홍달표 : 동료 변호사 역
- 임현식 : 파출소장 역 (특별출연)
- 윤문식 : 군산역장 역 (특별출연)
- 조형기 : 촉새 역 (특별출연)
- 심양홍 : 순희 부 오동만 역 (특별출연)
- 안해숙 : 순희 모 역 (특별출연)